# Wezn
Wezn (beta Columbae) is een heldere ster, een type K reus, in het sterrenbeeld Duif (Columba).
De ster staat ook bekend als Wazn.

## Culminatie van Beta Columbae
Vanuit de Benelux is het onder zeer gunstige atmosferische omstandigheden en afwezigheid van storende lichthinder alsnog mogelijk om de zuidelijke ster Beta Columbae waar te nemen. Deze ster klimt tijdens het culmineren ervan echter tot slechts drie graden boven de zuidelijke horizon. De nabijgelegen ster Gamma Columbae bevindt zich een graad ten oostnoordoosten van Beta Columbae. Beide sterren hebben ongeveer dezelfde schijnbare magnitude. Verrekijkers of telescopen zijn aan te raden om op zoek te gaan naar deze laagstaande sterren. Gemakkelijker is de ster Alpha Columbae (Phact) die ten noordwesten van Beta staat, op 5 graden boven de zuidelijke horizon.